# Curmudgeon
«Curmudgeon» es una canción de la banda de grunge estadounidense, Nirvana. 

## Versiones comerciales
Es un lado B del sencillo Lithium. La misma versión aparece en el álbum recopilatorio de 1992 llamado Burning Leaves III: The Third Fall Of DGC, y en el boxset de Nirvana del 2004 With the Lights Out.

## Versiones en vivo
La canción fue interpretada pocas veces en vivo. Estas fueron las fechas en las cuales Nirvana la tocó
- 17 de octubre de 1991 - Kansas Union Ballroom, Universidad de Kansas, Lawrence, KS.
- 23 de octubre de 1991 - After the Gold Rush, Tempe, AZ.
- 23 de noviembre de 1991 - Vooruit, Ghent, Bélgica.
- 4 de octubre de 1992 - Crocodile Cafe, Seattle, WA.

## Curiosidades
- La última interpretación de Curmudgeon fue en el Crocodile Cafe, cuando Nirvana se presentó como una banda no anunciada para abrir el show de Mudhoney. Esa vez Nirvana se presentó con el nombre de Pen Cap Chew.